# Showrunner
Lo showrunner (o alternativamente show runner, francese canadese: auteur-producteur) è un termine usato nelle industrie televisive statunitense e canadese per indicare la persona responsabile delle operazioni giorno per giorno di una serie televisiva, in altre parole, la persona che rende possibile il funzionamento della serie. Il termine viene occasionalmente applicato alle persone delle industrie televisive di altri paesi. Diversamente dai film, dove i registi hanno solitamente il controllo creativo della produzione, nella televisione procedurale lo showrunner è solitamente in una posizione superiore rispetto al regista.
Tradizionalmente, il produttore esecutivo di un programma televisivo era l'amministratore delegato responsabile della produzione del programma. Nel corso del tempo, il titolo di produttore esecutivo è divenuto di uso nel riferirsi ad una più ampia gamma di ruoli, da quelli responsabili per l'organizzazione di finanziamento, ad una funzione onorifica senza effettivi poteri di organizzazione. Il termine showrunner è stato creato per identificare il produttore che detiene effettivamente l'autorità finale nell'ambito organizzativo e creativo della serie. Il blog (e libro) Crafty Screenwriting definisce lo showrunner come "la persona responsabile di tutti gli aspetti creativi della serie, e responsabile solamente nei confronti dell'emittente televisiva (e della casa di produzione, se non è la sua). Il capo. Solitamente uno sceneggiatore."
L'opinionista Scott Collins del Los Angeles Times descrive gli show runner come

## Canada
Nel 2007 la Writers Guild of Canada, l'associazione che rappresenta gli sceneggiatori in Canada, ha istituito lo Showrunner Award all'annuale Canadian Screenwriting Awards. Il primo Showrunner Award fu conferito a Brad Wright, produttore esecutivo di Stargate Atlantis e Stargate SG-1, nell'aprile del 2007.